# Dinossauro de Ta Prohm

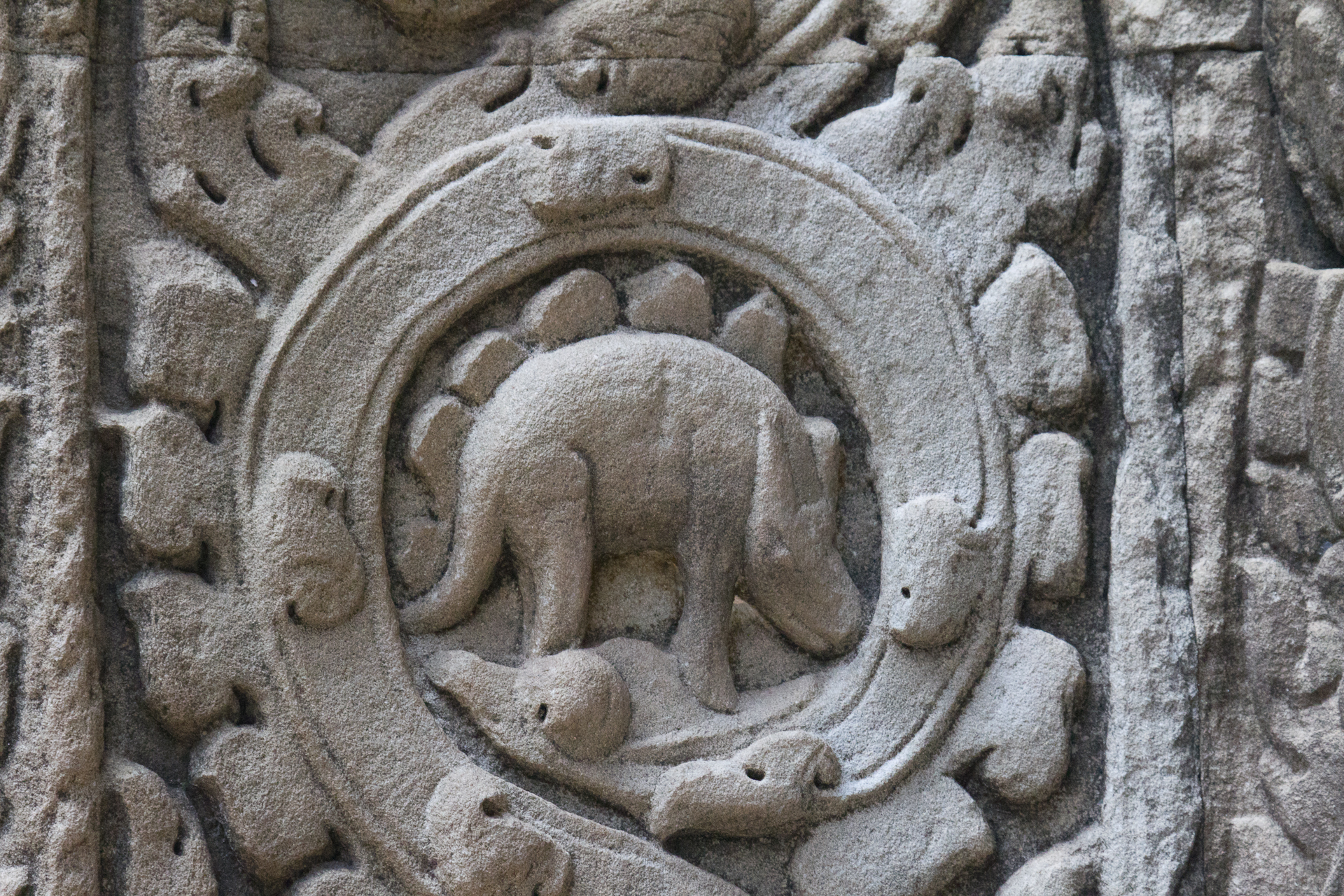
Em Ta Prohm, uma pequena escultura na parede de um templo em ruínas parece mostrar um estegossauro

O dinossauro de Ta Prohm é um baixo-relevo no templo-mosteiro de Ta Prohm do Império Khmer. Vários relevos de vários animais diferentes estão presentes no templo; o "dinossauro" é uma de suas obras de arte mais ambíguas. O relevo ganhou notoriedade moderna pela primeira vez no final da década de 1990, quando as características semelhantes a lóbulos que corriam pelas costas do animal foram comparadas às placas dorsais dos dinossauros estegossauros. Desde então, o relevo se tornou uma peça popular de "evidência" para a crença marginal de que dinossauros não aviários coexistiram com humanos.
Não há consenso acadêmico sobre qual animal é retratado. As supostas placas traseiras são provavelmente folhagens de fundo estilizadas, presentes em muitos dos outros relevos do templo. Além dessa característica, o animal tem pouca semelhança com estegossauros e, em vez disso, possui diferenças anatômicas marcantes, como nas proporções e características de sua cabeça e na falta de um thagomizer (espinhos na cauda).